# Ma Chung-pei
Ma Chung-pei, (cinese: 馬中珮; Pinyin: Mǎ Zhōngpèi) (Taipei, 1966), è un'astronoma, cosmologa e astrofisica taiwanese naturalizzata statunitense e docente di astronomia e fisica presso l'Università della California - Berkeley.
Ha guidato dal 2011 i team che hanno scoperto alcuni dei più grandi buchi neri conosciuti.

## Biografia
Ma è nata da Huang Chao-heng e Ma Chi-shen, a Taiwan. All'età di quattro anni ha cominciato a suonare il violino. Ha frequentato la Prima Scuola Superiore Femminile di Taipei e nel 1983 ha vinto un'importante competizione, il Concorso nazionale di violino di Taiwan. Ha poi frequentato negli Stati Uniti il Massachusetts Institute of Technology (MIT), laureandosi in fisica nel 1987. Nel 1993 ha conseguito un dottorato di ricerca in fisica nel medesimo ateneo. Ha studiato cosmologia teorica e fisica delle particelle con la supervisione di Alan Guth e Edmund W. Bertschinger. Ha anche preso lezioni di violino durante gli anni del college al MIT presso il New England Conservatory of Music di Boston.
Dal 1993 al 1996 Ma ha beneficiato di una borsa di studio post-dottorato presso il California Institute of Technology. Dal 1996 al 2001 è stata professoressa associata e assistente presso l'Università della Pennsylvania, esperienza che le è valso il Premio Lindback per essersi distinta nell'insegnamento. È diventata docente di astronomia presso il Dipartimento di Astronomia dell'UC Berkeley nel 2001.
Gli interessi di ricerca di Ma riguardano la materia oscura, la struttura su larga scala dell’universo e la radiazione cosmica di fondo. È nota per aver guidato dal 2011 il team che ha scoperto i più grandi buchi neri.
Ma è stata la responsabile scientifica di cosmologia per il The Astrophysical Journal.

## Premi e riconoscimenti
- 1997 - Premio Annie Jump Cannon per l’Astronomia (Società Americana dell’Astronomia)
- 1999 - Borsa di Ricerca Sloan
- 2003 - Premio Maria Goeppert-Mayer (Società Americana della Fisica)
- 2009 - Membro della Società Americana della Fisica
- 2012 - Membro dell’Associazione Americana per l’Avanzamento delle Scienze
- 2012 - Membro della Fondazione Simon
- 2020 - Membro dell’Accademia Americana delle Arti e delle Scienze
- 2022 - Membro della Società Americana dell’Astronomia
- 2022 - Membro dell’Accademia Nazionale delle Scienze

## Opere

### Pubblicazioni scientifiche
- Ma, Chung-Pei; Bertschinger, Edmund (Dicembre 1995). "Cosmological Perturbation Theory in the Synchronous and Conformal Newtonian Gauges". The Astrophysical Journal. 455: 7–25. arXiv:astro-ph/9506072. Bibcode:1995ApJ...455....7M. doi:10.1086/317146. S2CID 14570491.
- Ma, Chung-Pei; Fry, J. N. (10 Novembre 2000). "Deriving the Nonlinear Cosmological Power Spectrum and Bispectrum from Analytic Dark Matter Halo Profiles and Mass Functions". The Astrophysical Journal. 543 (2): 503–513. arXiv:astro-ph/0003343. Bibcode:2000ApJ...543..503M. doi:10.1086/317146. S2CID 295034.
- Boylan-Kolchin, M.; Ma, C.-P.; Quataert, E. (1 gennaio 2008). "Dynamical friction and galaxy merging time-scales". Monthly Notices of the Royal Astronomical Society. 383 (1): 93–101. arXiv:0707.2960. Bibcode:2008MNRAS.383...93B. doi:10.1111/j.1365-2966.2007.12530.x. S2CID 12502384.
- McConnell, Nicholas J.; Ma, Chung-Pei (20 febbraio 2013). "Revisiting the Scaling Relations of Black Hole Masses and Host Galaxy Properties". The Astrophysical Journal. 764 (2): 184. arXiv:1211.2816. Bibcode:2013ApJ...764..184M. doi:10.1088/0004-637X/764/2/184. S2CID 118411403.
- Ma, Chung-Pei; Caldwell, R. R.; Bode, Paul; Wang, Limin (10 agosto 1999). "The Mass Power Spectrum in Quintessence Cosmological Models". The Astrophysical Journal. 521 (1): L1–L4. arXiv:astro-ph/9906174. Bibcode:1999ApJ...521L...1M. doi:10.1086/312183. S2CID 16817444.
- Fakhouri, Onsi; Ma, Chung-Pei; Boylan-Kolchin, Michael (21 agosto 2010). "The merger rates and mass assembly histories of dark matter haloes in the two Millennium simulations". Monthly Notices of the Royal Astronomical Society. 406 (4): 2267–2278. arXiv:1001.2304. Bibcode:2010MNRAS.406.2267F. doi:10.1111/j.1365-2966.2010.16859.x. S2CID 118485197.